# Пулнаброн
Дольмен Пулнаброн (англ. Poulnabrone Dolmen, ирл. Poll na mBrón, с ирл. — «яма несчастий») — портальная гробница. Находится в местности Буррен, графство Клэр, Ирландия. Относится к неолиту, предположительно от 4200 до 2900 гг. до н. э. Находится в километре от Каэрконнелского форта, в 8 км к югу от г. Балливон и в 10 км к северо-западу от Килнабоя. 
Дольмен состоит из 3,7-метровой тонкой плиты, опирающейся на две тонкие вертикальные плиты высотой около 1,8 м, вокруг дольмена имеется каменная насыпь для стабилизации конструкции. Изначально насыпь, по-видимому, была намного выше современной. Вход направлен на север.
В 1985 г. в восточном портальном камне обнаружена трещина. Вслед за тем дольмен обрушился и был разобран для реставрации, после чего камень с трещиной был заменён. Раскопки, проведенные в этот период, позволили обнаружить останки от 16 до 22 взрослых и 6 детей, погребённых под дольменом. Среди личных вещей, положенных в погребения, были обнаружены полированный каменный топор, костяная подвеска, кристаллы кварца, оружие и керамика. В бронзовом веке, около 1700 г. до н. э., в портике перед входом был похоронен новорожденный ребёнок. Дольмен, по-видимому, оставался церемониальным центром и позднее, в кельтский период.